# Стырне, Владимир Андреевич
Влади́мир Андре́евич Сты́рне (Сты́рна, Сты́рнэ) (лат. Voldemārs Stirne) (1897, Митава, Российская империя — 15 ноября 1937, Москва, СССР) — сотрудник ЧК-ОГПУ-НКВД СССР, комиссар государственной безопасности 3-го ранга (1935). Начальник Управления НКВД Ивановской области, затем начальник 3-го отдела УГБ НКВД УССР. Входил в состав особой тройки НКВД СССР.

## Ранние годы
Родился в латышской семье чиновника Курляндского военного присутствия (отец умер в 1905). Переехал с матерью в Москву в 1911, учился в 1-й классической гимназии и на физико-математическом факультете Московского университета. Помощник заведующего переписным участком статистического отдела Моссовета с августа 1917 по май 1918. Инструктор по уплотнению в жилсовете Хамовнического РИК с мая 1918 по январь 1919. В составе Хамовнического красногвардейского отряда участвовал в подавлении левоэсеровского мятежа в Москве (июль 1918). Не работал по болезни с февраля по апрель 1919. Инструктор Киргизского политического отдела Южной группы войск Восточного фронта с апреля по сентябрь 1919. Заведующий подотделом народного образования Восточно-Киргизского ревкома в Оренбурге с октября 1919 по апрель 1920. Секретарь и заместитель представителя Киргизского ревкома при ВЦИК в Москве с мая по декабрь 1920. Заместитель заведующего организационным отделом народного комиссариата национальностей РСФСР с декабря 1920 по март 1921.

## ВЧК-ОГПУ-НКВД
С 11 апреля по 5 декабря 1921 помощник начальника XIV специального отделения Особого отдела ВЧК при СНК РСФСР, при этом с июля по август этого же года уполномоченный IV специального отделения Иностранного отдела ВЧК при СНК РСФСР, а также с мая по 24 декабря 1921 временно исполняющий обязанности начальника XIV специального отделения Особого отдела ВЧК при СНК СССР. С 24 декабря 1921 по 2 июня 1922 начальник XIV специального отделения Особого отдела ВЧК при СНК − ГПУ НКВД СССР. Со 2 июня по 5 октября 1922 заместитель начальника Восточного отдела ГПУ НКВД РСФСР, одновременно со 2 июня до 11 сентября 1922 начальник I отделения Восточного отдела ГПУ НКВД РСФСР (курировавшего Ближний Восток и Кавказ). С октября 1922 по март 1923 являлся начальником Контрразведывательного отдела Полномочного представительства ГПУ НКВД РСФСР по Туркестану. С марта по октябрь 1923 уполномоченный Контрразведывательного отдела ГПУ НКВД РСФСР − ОГПУ при СНК СССР. С 15 октября 1923 по 14 августа 1924 начальник IV отделения Контрразведывательного отдела ОГПУ при СНК СССР. С 14 августа по 6 октября 1924 − временно исполняющий обязанности помощника начальника Контрразведывательного отдела ОГПУ при СНК СССР. С 6 октября 1924 по 21 сентября 1930 − помощник начальника Контрразведывательного отдела ОГПУ при СНК СССР.
С 21 сентября 1930 по 7 сентября 1931 помощник начальника Особого отдела ОГПУ при СНК СССР, одновременно с 15 сентября по март 1931 начальник I отделения Особого отдела ОГПУ при СНК СССР. С марта по 26 апреля 1931 начальник I отделения Особого отдела ОГПУ при СНК СССР. С 7 сентября 1931 по 3 октября 1933 начальник Особого отдела Полномочного представительства ОГПУ при СНК СССР по Уралу. С 4 декабря 1931 по 17 сентября 1935 заместитель полномочного представителя ОГПУ — начальника Управления НКВД по Ивановской Промышленной области.
С 17 сентября 1935 по 11 марта 1936 начальник Управления НКВД по Ивановской Промышленной области, комиссар государственной безопасности 3-го ранга. С 11 марта 1936 по 20 июля 1937 начальник Управления НКВД по Ивановской области. Этот период отмечен вхождением в состав особой тройки, созданной приказом НКВД СССР от 30.07.1937 № 00447 и активным участием в сталинских репрессиях.
С 20 июля 1937 по день ареста, 22 октября 1937 был начальником III отдела УГБ НКВД Украинской ССР.

## Репрессии
Арестован 22 октября 1937. Приговорён ВКВС СССР 15 ноября 1937 к ВМН, расстрелян в тот же день. Реабилитирован 17 августа 1967 этим же судебным органом.

## Адрес
Проживал в Киеве на улице Либкнехта, дом 36, квартира 41.

## Награды
- Орден Красного Знамени № 1987 от 14 января 1926 (лишён Указом Президиума Верховного Совета СССР от 7 июля 1942);
- Знак «Почётный работник ВЧК—ГПУ (V)» № 353;
- Знак «Почётный работник ВЧК—ГПУ (XV)» от 4 февраля 1933.

## В культуре
- Роль Владимира Стырне в фильме Операция «Трест» сыграл Алексей Сафонов.
- В 2002 году «Почта России» выпустила шесть почтовых марок в серии «80-летие образования контрразведывательных подразделений. Выдающиеся контрразведчики» с портретами А. Х. Артузова, Н. И. Демиденко, Я. К. Ольского, С. В. Пузицкого, Г. С. Сыроежкина, а также самого Стырне[3].